# 山口大学教育学部附属特別支援学校
山口大学教育学部附属特別支援学校（やまぐちだいがくきょういくがくぶふぞくとくべつしえんがっこう）は、山口県山口市にある特別支援学校。

## 沿革
- 1979年4月 - 附属山口小・中の特殊学級を受け継ぐ形で、山口大学教育学部附属養護学校として開校。
- 2004年4月1日 - 国立大学法人化
- 2007年4月1日 - 山口大学教育学部附属特別支援学校と改称。

## 学部
- 小学部
- 中学部
- 高等部